# 菊池米太郎
菊池米太郎（日语：／ Kikuchi Yonetaro，1869年—1921年），日本動物學學者，出生于日本宮崎縣。菊池於1906年前往台灣任職於臺灣總督府殖產局。之後十多年間，他於台灣新高山、火燒島、阿里山、紅頭嶼、澎湖群島等地大量採集台灣鳥類、哺乳類、爬蟲類動物以供研究，其成果相當豐碩。
菊池最為著名事蹟是於1906年受英國標本商歐斯頓委託，首次捕獲了台灣獨特種鳥類－帝雉（黑長尾雉Syrmaticus mikado），1918年奉臺灣總督明石元二郎之命捕捉帝雉，並在總督陪同之下親自獻給大正天皇，將帝雉飼養在新宿御苑內。除此，以菊池為名的動物種尚有菊池氏田鼠（Microtus likuchii）、菊池氏龜殼花、菊池氏鯽魚等等。除了具有高超的採集能力之外，菊池米太郎也是位標本製作專家，目前臺灣博物館內的動物標本幾乎全出自其手。
1921年，因病卒於台灣，享年52歲。